# 1997年律政專員法令
《1997年律政專員法令》（英語：Law Officers Act 1997）是英國國會的一項法令，允許英格蘭及威爾斯檢察總長以及北愛爾蘭法律事務專員（該職位由英格蘭及威爾斯檢察總長兼任，法令初始版本為「北愛爾蘭律政司」）將權力下放予英格蘭及威爾斯法律政策專員。此前，法律政策專員已被單獨且明確地賦予了與檢察總長相同的部分權力。該法令有效地使法律政策專員成為總檢察長的代理人。

## 概述

### 第1條
本條允許英格蘭及威爾斯法律政策專員以英格蘭及威爾斯檢察總長的名義行事，有效地允許檢察總長將權力託付予法律政策專員。

### 第2條
本條有效地將第1條的規定擴展至北愛爾蘭，允許英格蘭及威爾斯法律政策專員代行北愛爾蘭律政司的部分權責。自2010年以來，英格蘭及威爾斯檢察總長自動兼任北愛爾蘭法律事務專員。本法令獲修訂，「北愛爾蘭律政司」替換為「北愛爾蘭法律事務專員」，故改由北愛爾蘭法律事務專員（與英格蘭及威爾斯檢察總長為同一人）執行這些條文。

### 第3條
本條廢除了部分曾授予英格蘭及威爾斯檢察總長的權力，並確立了該法令的生效日期。

## 外部連結
- 經修訂的法令文本 （页面存档备份，存于）